# Web3D
Web3D był początkowo ideą w pełni trójwymiarowego internetu, zapewniającego pełną obsługę serwisów sieciowych w trzech wymiarach. Przez analogię, ten termin obecnie oznacza wszystkie interaktywne elementy 3D osadzone na stronach WWW, mogące być przeglądane za pomocą przeglądarki internetowej. Technologie Web3D takie jak VRML i X3D zwykle wymagają instalacji wtyczki 3D takiej jak Flux.
Obecnie są dostępne następujące standardy Web3D:
- VRML (oryginalny standard)
- X3D (rozszerzenie VRML-a)

Powyższe standardy Web3D są zdefiniowane następująco:
- Interaktywność (JavaScript, animacje)
- Jakość (wydajność, rozdzielczość)
- Prostota (automatyczna instalacja, funkcjonalność)
- Standaryzacja (Konsorcjum Web3D)
- Zgodność (Windows, Mac, Unix, BSD...)